# Loep

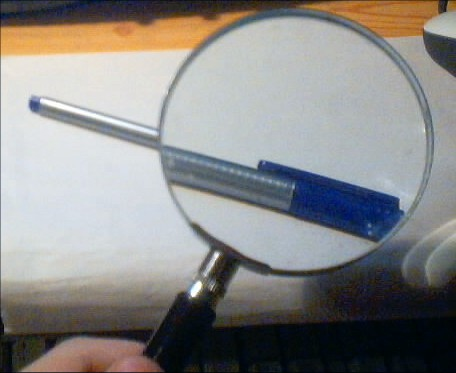
Eenvoudig vergrootglas

Een loep of vergrootglas is een positieve lens met een handvat of houder, om los te gebruiken, om dichtbije voorwerpen vergroot te zien. Vaak is de lens in een montuur gevat, maar soms is het handvat maar aan één zijde aan de lens bevestigd, en zit er verder niets om de lens.
De benamingen loep en vergrootglas worden vaak uitwisselbaar gebruikt. Een loep is wel vaak een sterk vergrotend vergrootglas, maar qua afmeting relatief klein. Bij grotere afmetingen, maar minder vergroting, spreekt men eerder van een vergrootglas.
Soms heeft een loep een samenstelling van lenzen; de vergroting kan variëren van 2 tot zelfs 30 maal. Soms is een vergrootglas bifocaal, waarbij een klein deel van de lens bij de rand sterker vergroot. 
Bij sommige beroepen is het vaak noodzakelijk om met een loep zeer kleine details te observeren, denk bijvoorbeeld aan biologen, juweliers, filatelisten en horlogemakers. Ook chirurgen gebruiken zo'n loep om minuscule operaties, zoals bijvoorbeeld oogoperaties op een veilige manier te kunnen uitvoeren. Slechtzienden gebruiken vaak een vergrootglas voor bijvoorbeeld het lezen. Men kan een vergrootglas ook als brandglas gebruiken: door de stralen van de zon in het brandpunt te bundelen wordt de temperatuur daar zo hoog dat papier en ander droog materiaal in brand kunnen vliegen. 
Wil men het voorwerp vergroot zien, dan moet het niet verder van de lens weg liggen dan zijn brandpuntsafstand.

## Werking
Een loep ontleent zijn vergrotende werking aan het feit dat men het voorwerp veel dichter bij het oog kan houden dan normaal. Het dichtstbijzijnde punt waar men zonder hulpmiddelen nog scherp kan zien, is het zogenaamde nabijheidspunt. Wil men het beeld nog groter zien, dan moet men het voorwerp dichterbij houden. Om dan toch nog scherp te kunnen zien, heeft men een positieve lens nodig. In die zin kan een loep beschouwd worden als een extreem sterke leesbril.

## Sterkte van de loep
De sterkte van een loep wordt gewoonlijk opgegeven als vergrotingsfactor. Vooral bij goedkopere exemplaren van onbekende merken is het verstandig voor aanschaf de werkelijke vergroting even te schatten. Er wordt namelijk nogal eens stilzwijgend de zogenaamde oppervlaktevergroting opgegeven, die het kwadraat is van de hoekvergroting en dus aanzienlijk groter lijkt.

## Typen loepen
Behalve de hierboven beschreven enkelvoudige loep bestaan er nog enkele typen.

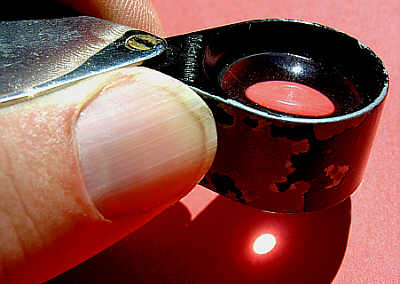
Een (inklapbare) doubletloep

### Doubletloep
Een doubletloep is een loep die bestaat uit twee lenzen, meestal planconvexe (vlak-bolle) lenzen die met de convexe kant naar elkaar toe zijn gemonteerd. Hierdoor wordt een aantal beeldfouten grotendeels gecorrigeerd.
Dergelijke, vaak vrij sterk vergrotende loepen (5 – 20×) worden vooral door biologen, geologen, juweliers en horlogemakers gebruikt.

### Tripletloep
Een tripletloep met drie of meer lenzen (vergroting 5 – 20×) is zo gecorrigeerd dat deze loep vrijwel geen lensfouten heeft. Dit is van belang bij bijvoorbeeld het onderzoek aan edelstenen.

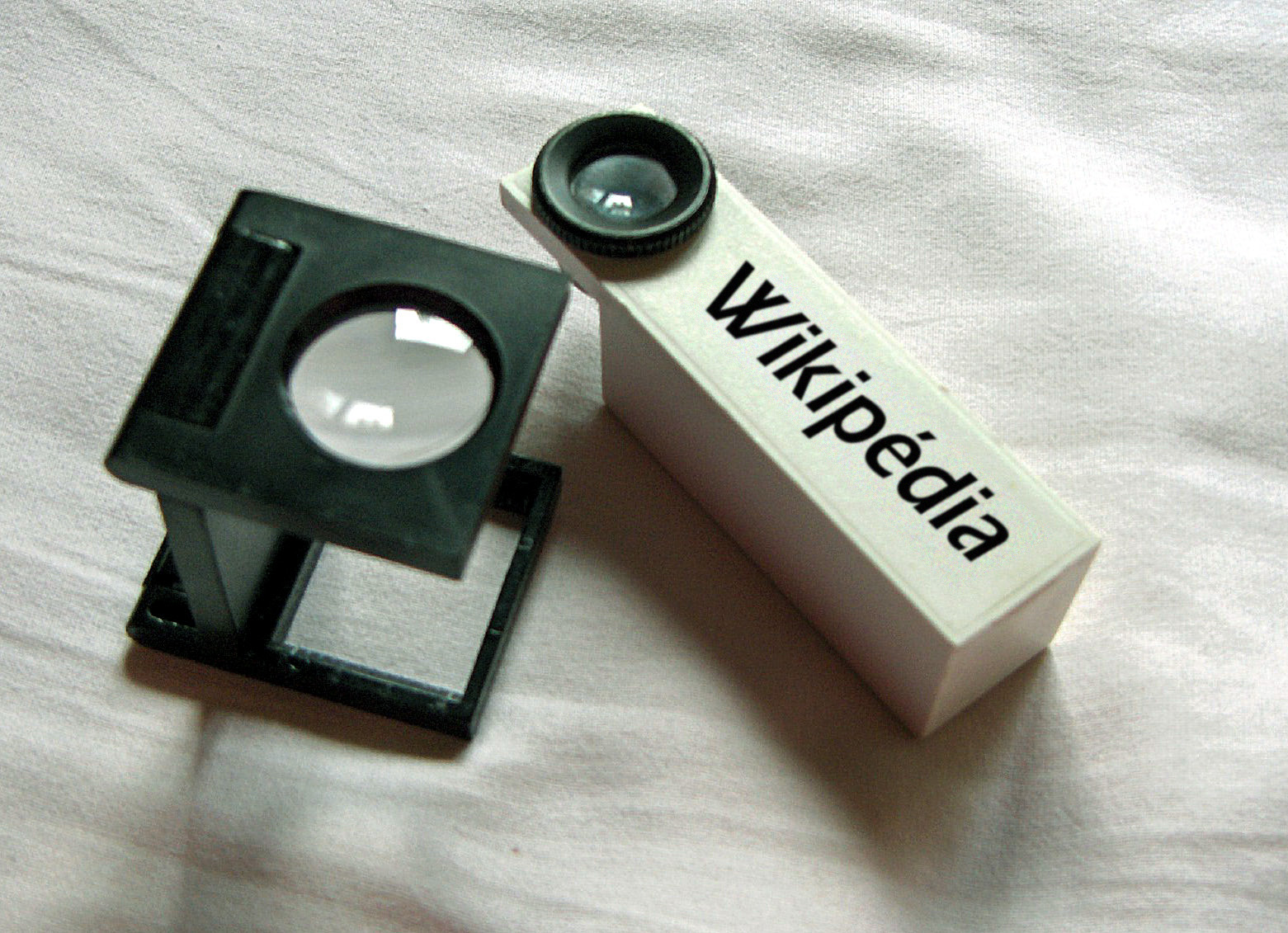
Twee dradentellers: links een uitklapbare, rechts een niet-uitklapbare

### Dradenteller
Een dradenteller – in het grafisch vak lijnenteller genoemd – is gewoonlijk een enkelvoudige loep die in een meestal uitklapbaar frame is bevestigd, op zodanige wijze dat de onderlaag waarop de loep in uitgeklapte toestand staat, samenvalt met het brandvlak van de loep. Daardoor wordt die ondergrond scherp gezien. Een dergelijke loep is met name geschikt om vlakke voorwerpen te bekijken: fotonegatieven, dia's, postzegels, textiel.
Meestal bevat het beeldrandje van het voetstuk nog een schaalverdeling, zodat men het aantal draden per centimeter van een weefsel kan tellen. Vandaar de naam.

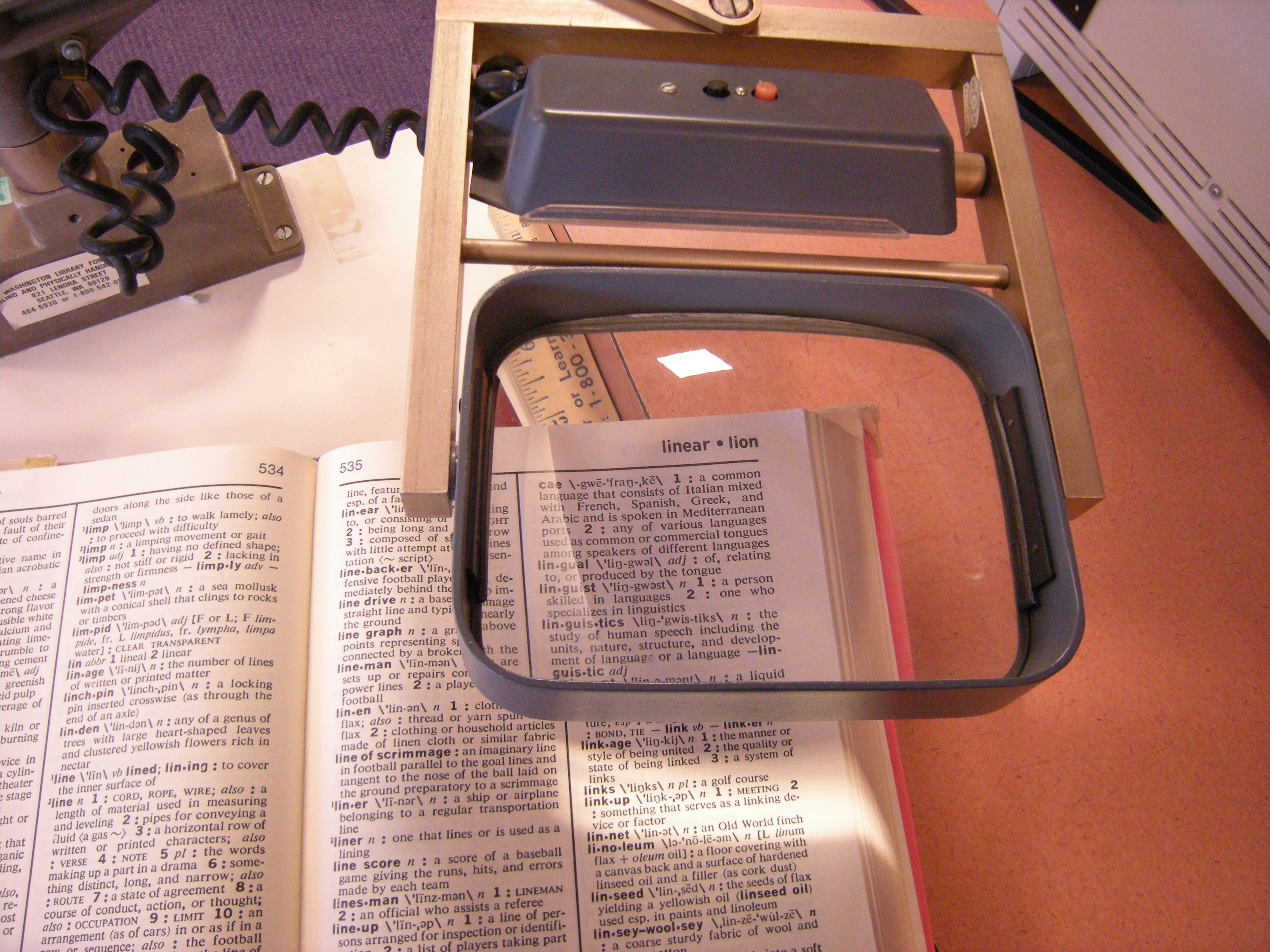
Tafelloep met aangebouwde verlichting

### Tafelloep
Een tafelloep staat op een voetstuk, al dan niet via een verstelbare arm. Deze loepen worden wel gebruikt bij fijnmechanisch montagewerk. Bij duurdere soorten kan de loepvatting of aan de steunarm een lichtbron bevatten. Een variant met een lange poot die op de grond kan staan, wordt onder meer in ziekenhuizen gebruik om bijvoorbeeld wondjes te bekijken. Ook ziet men deze loep vaak in schoonheidssalons, zodat de schoonheidsspecialiste kleine plekjes, zoals mee-eters goed kan zien en kan weghalen.

### Borduurloep
Een borduurloep of handwerkloep is een grote loep die met een koord om de nek wordt gehangen. De rand van de loep, vaak voorzien van een soort pootjes, steunt tegen de borst. Bij dit type heeft men tijdens het gebruik beide handen vrij, bijvoorbeeld voor borduur- of ander handwerk. Soms is in het montuur ook verlichting ingebouwd.

### Oculair
Een bijzonder soort loep is het oculair, dat gebruikt wordt om het door een objectief gevormde beeld van een optisch instrument met het oog te bekijken. Dit wordt toegepast in onder andere verrekijkers, telescopen, microscopen, camerazoekers, etc.

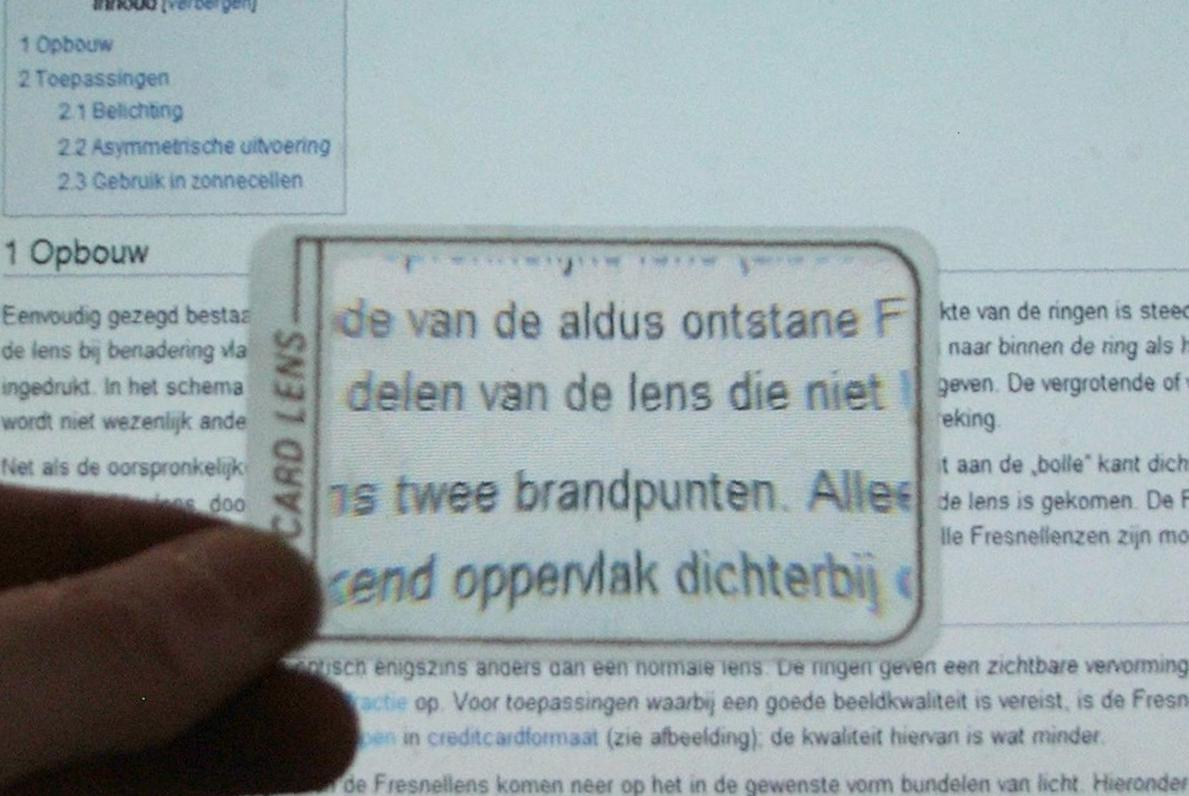
Fresnelloep ter grootte van een creditcard

### Fresnelloep
Er zijn ook loepen in de vorm van een fresnellens, bijvoorbeeld ter grootte van een bankpasje. De kwaliteit is wat minder dan van een gewone loep.

### Smartphone
Ook een smartphone kan als loep worden gebruikt. Hiervoor zijn in de verschillende app-stores speciale apps verkrijgbaar. Deze werken met de camera van de telefoon. Een object waarop deze wordt gericht wordt op het scherm van de telefoon vergroot weergegeven, net als bij een echte loep. De sterkte van de vergroting kan via de app worden ingesteld.